# 飛霞別墅
飛霞別墅是上海市的一座歷史建築，位於淮海中路584弄1-14号，修建於1941年。該建築的占地面積是366平方米，總樓面面積816平方米。修建單位是邵厚德營造公司。1997年，飛霞別墅被列入上海市第三批優秀歷史建築名單。